# Malrevers
Malrevers – miejscowość i gmina we Francji, w regionie Owernia-Rodan-Alpy, w departamencie Górna Loara.
Według danych na rok 1990 gminę zamieszkiwały 592 osoby, a gęstość zaludnienia wynosiła 42 osoby/km² (wśród 1310 gmin Owernii Malrevers plasuje się na 355. miejscu pod względem liczby ludności, natomiast pod względem powierzchni na miejscu 659.).